# Brother Ape
Brother Ape is een band uit de omgeving van Stockholm, Zweden. De basis wordt gelegd rond 1980, als Damicolas in een band de Abduhlas Profeter speelt. Zij komen een slagwerker te kort en Bergman treedt toe. Men speelt op amateurbasis. Damicolas en Bergman zijn van origine timmerman. Weer later treedt als die band uit elkaar valt Maxén toe als basgitarist toe. Na diverse oefenruimten te hebben versleten, settlet de band zich midden jaren 90 in een schuilplaat nabij Stockholm. 
De band is onderhevig aan diverse invloeden. De rehabilitatie van de symfonische rock is dan in volle gang met zelfs hits voor Genesis en Yes. Daarnaast luisteren de leden naar Weather Report en Pat Metheny. Uiteindelijk ontstaat een smeltkroes van progressieve rock en jazzrock.

## Bandleden(2013)
- Stefan Damicolas - gitaar, zang, toetsen
- Gunnar Maxén - basgitaar, zang, toetsen
- Max Bergman - slagwerk en percussie

## Ex-leden (2013)
- Peter Dahlström - verliet in 2005 de band.

## Discografie
- 2005: On The Other Side
- 2006: Sangri-La
- 2008: III
- 2009: Turbulence
- 2010: A Rare Moment Of Insight (15.11.2010)
- 2013: Force Majeure (20.02.2013)
- 2017: Karma (april 2017)